# Marietta picta
Marietta picta är en stekelart som först beskrevs av André 1878.  Marietta picta ingår i släktet Marietta, och familjen växtlussteklar. Arten är reproducerande i Sverige.